# Vera Vasílieva
Vera Vasílieva (Moscú, 30 de septiembre de 1925- 9 de agosto de 2023) fue una memorialista y actriz rusa.

## Biografía
Hija de Aleksandra Vasílieva y Kuzma Vasíliev. Nació en Moscú y vivió allí toda su vida.
En 1986, fue honrada con el premio Artista del Pueblo de la URSS. Recibió el Premio Stalin dos veces, en 1948 y 1951. Es conocida por sus papeles en La novia de la dote y Las aventuras de un dentista.

## Vida privada
Contrajo matrimonio con el actor Vladímir Ushakov (1920-2011) desde 1956, no tuvieron hijos.

## Filmografía
- 1945, La llamada del amor  como ajustador (sin acreditar)
- 1947, Balada de Siberia  como Anastasia Petrovna Gusenkova
- 1953, Novia con dote 1953 como Olga Stepanovna Stepanova
- 1953, Chuk y Gek  como Madre
- 1965, Aventuras de un dentista  como Lyudmila Ivanovna Lastochkina
- 1970, Umka busca un amigo  como Mamá osa (voz)
- 1975, No aprendimos esto  como Natalia Ivanovna
- 1976, La edad de la inocencia (película de 1976)|La edad de la inocencia  como Polina Borisovna
- 1981, Las aventuras de Vasya Kurolesov como la madre de Vasya (voz)
- 1981, Carnaval  como la madre de Nikita
- 1982, Soltero casado  como Marya Semyonovna
- 1985,  Para casarse con un capitán como Vera Semyonovna Zhuravlyova
- 1997,  Vino de diente de león como Esther Spaulding

## Premios
- 1948 y 1951, Premio Stalin
- 1986, Premio Artista del Pueblo de la URSS.
- Orden de la Bandera Roja del Trabajo
- 2000, Cuarto grado de la Orden al Mérito por la Patria
- 2010, Máscara Dorada
- 2014, Premio Figaro
- 2015, Orden de la Amistad